# Great Wall Motors
Great Wall Motor Co., Ltd. (GWM) este un producător privat chinez de automobile cu sediul în Baoding, Hebei. Fondat în 1984, este în prezent al optulea cel mai mare producător de automobile din China, cu aproape 1 281 000 de unități vândute în 2021.
Numită după Marele Zid Chinezesc, compania este cel mai mare producător de vehicule sportive-utilitare (SUV-uri) și de camionete din China. Compania produce și vinde vehicule sub propriul brand, cum ar fi GWM, Haval, Wey, Tank, Poer și Ora. De asemenea, produce autoturisme electrice sub unele dintre mărcile enumerate anterior.
Din 2019, GWM a intrat, de asemenea, într-o companie mixtă cu BMW Group pentru a produce vehicule electrice marca Mini în China, sub denumirea Spotlight Automotive.

## Modele

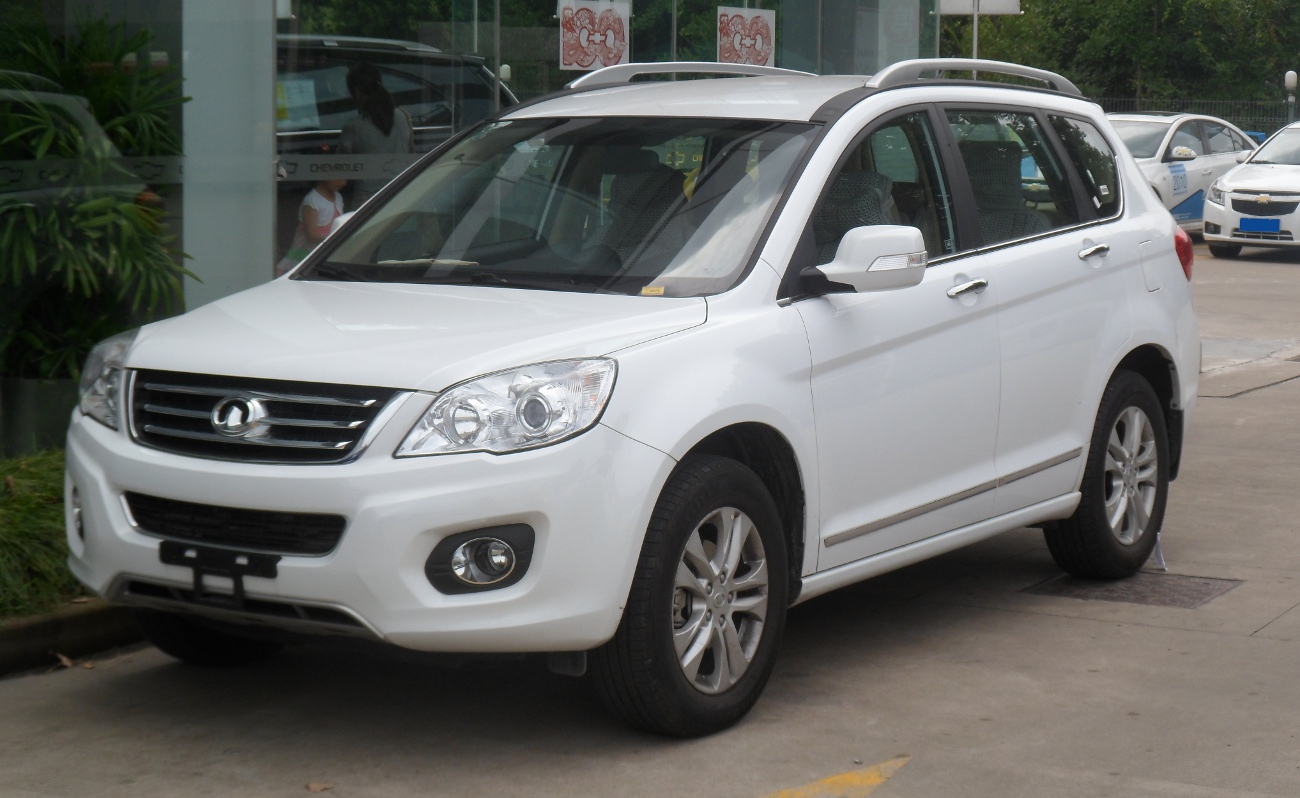
Great Wall Hover
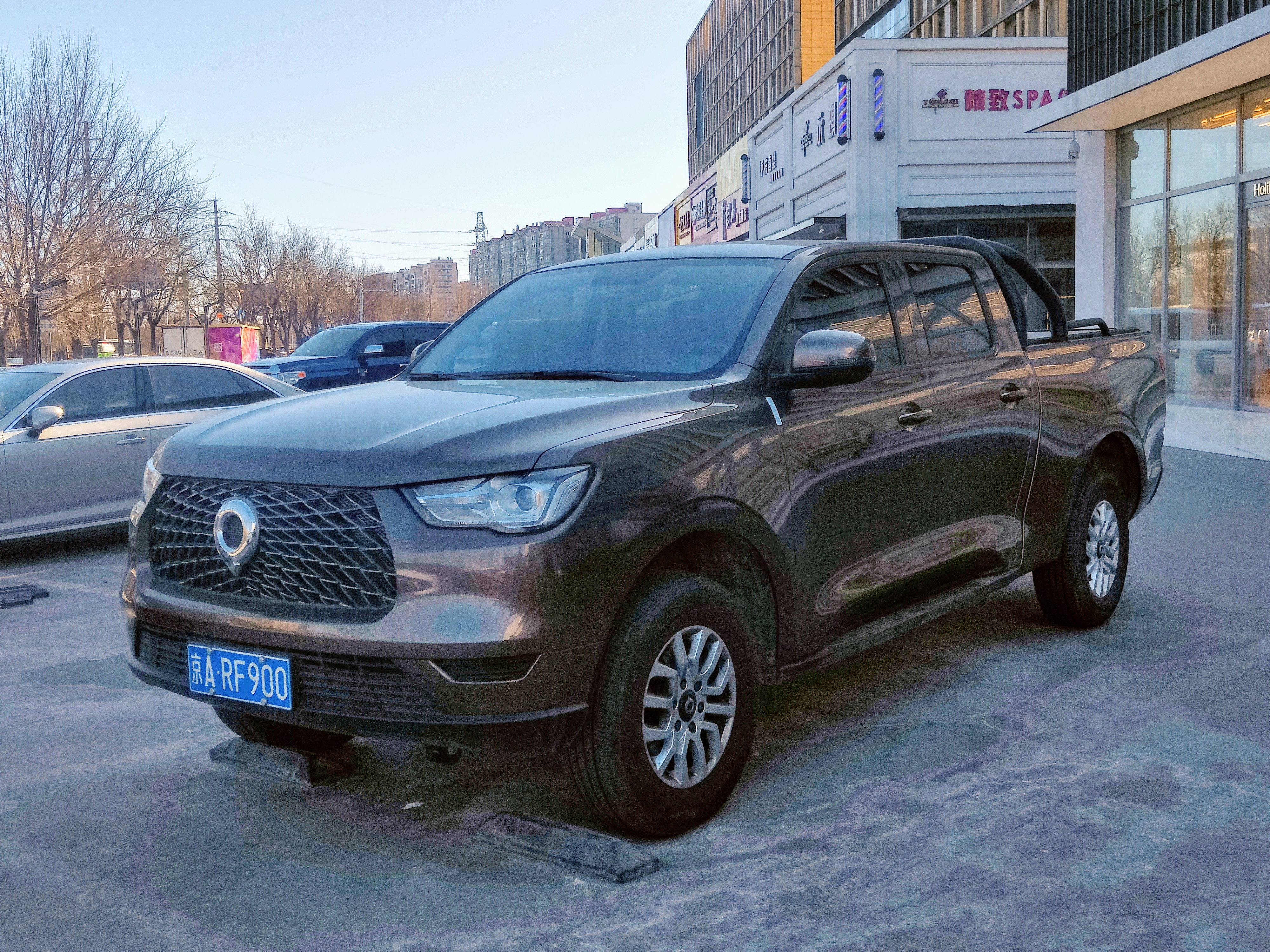
Great Wall Pao
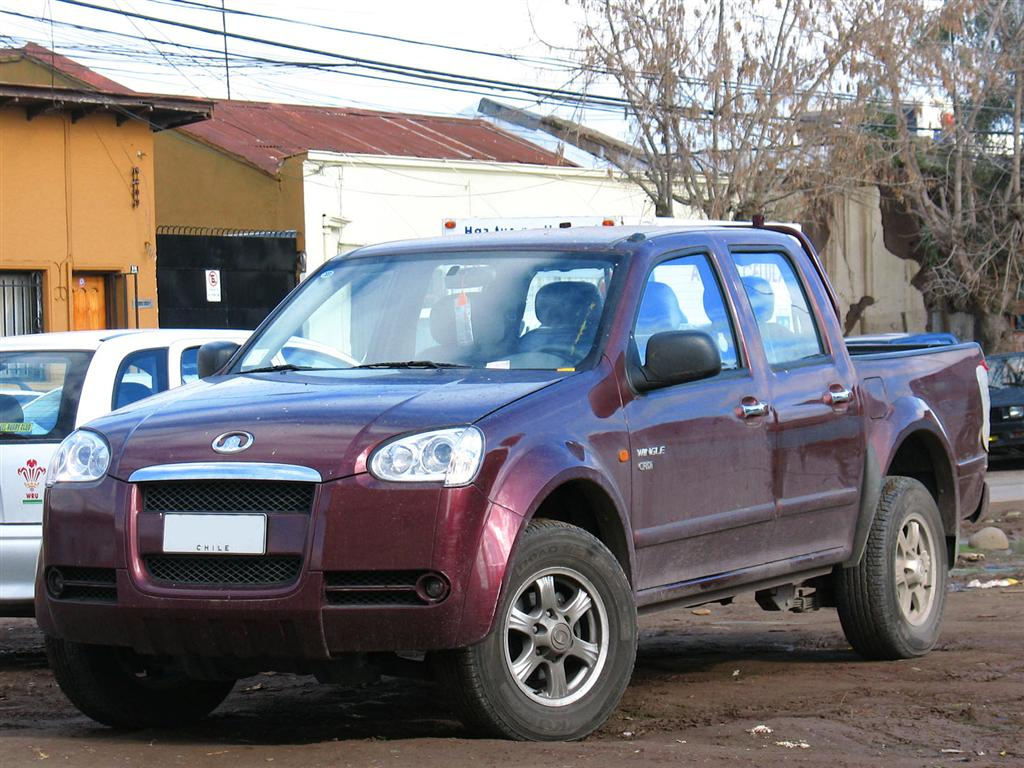
Great Wall Wingle
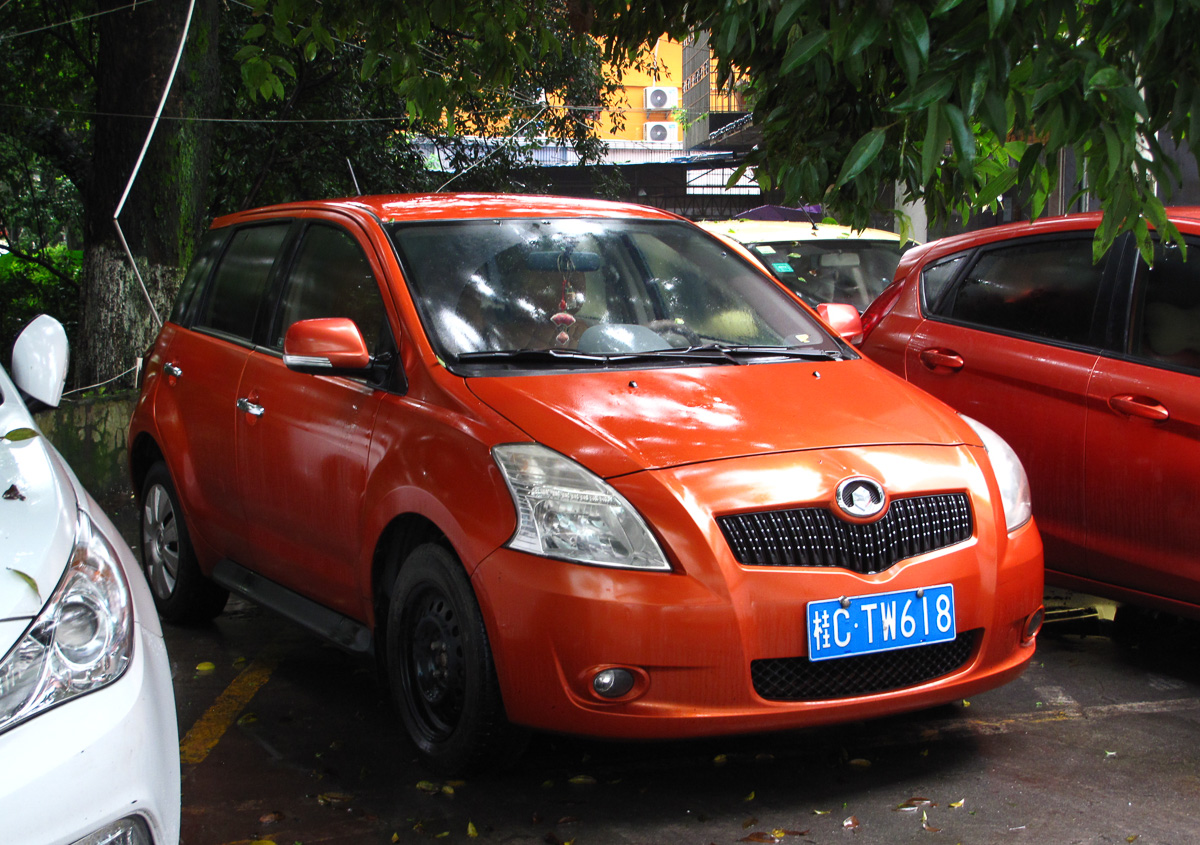
Great Wall Florid
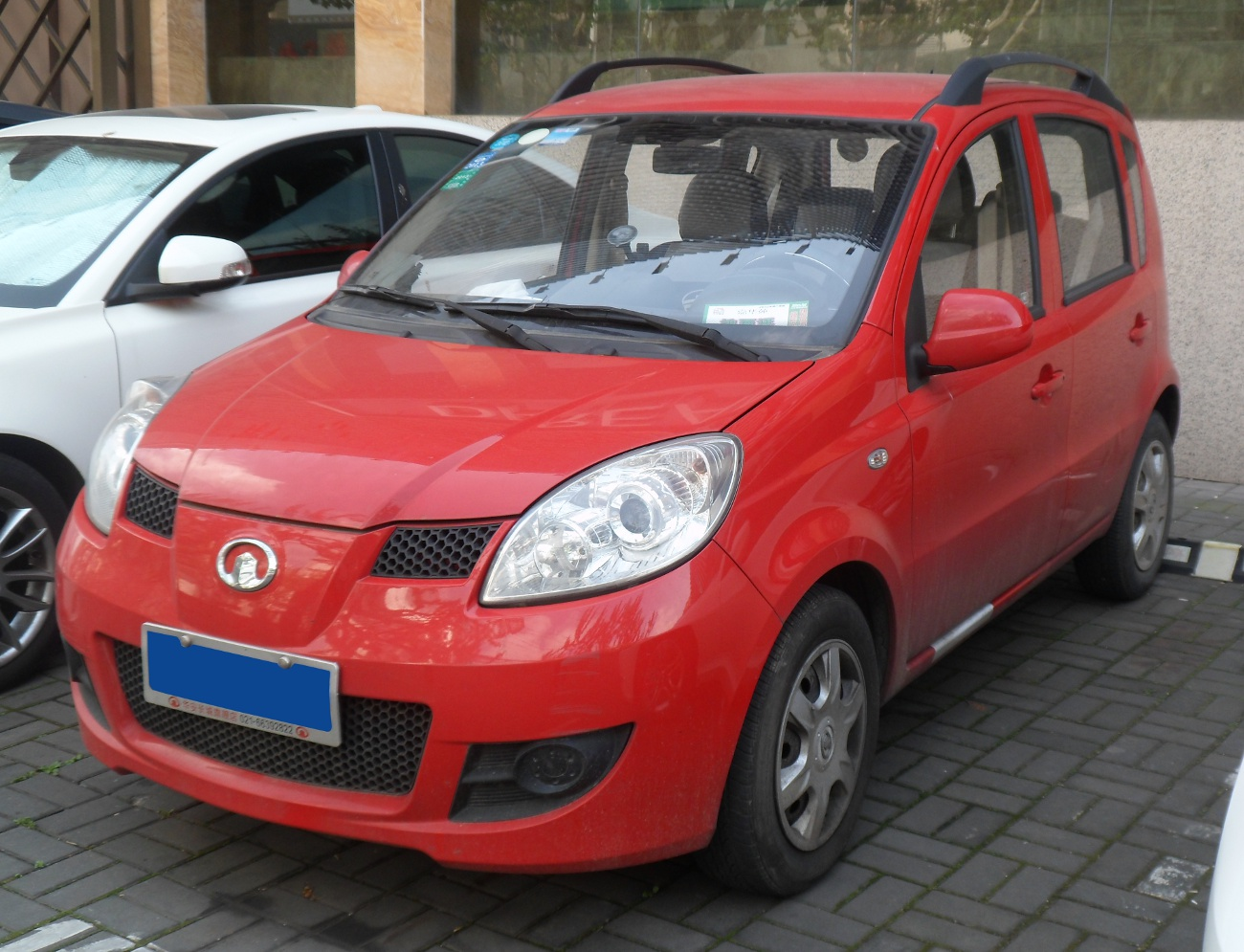
Great Wall Peri
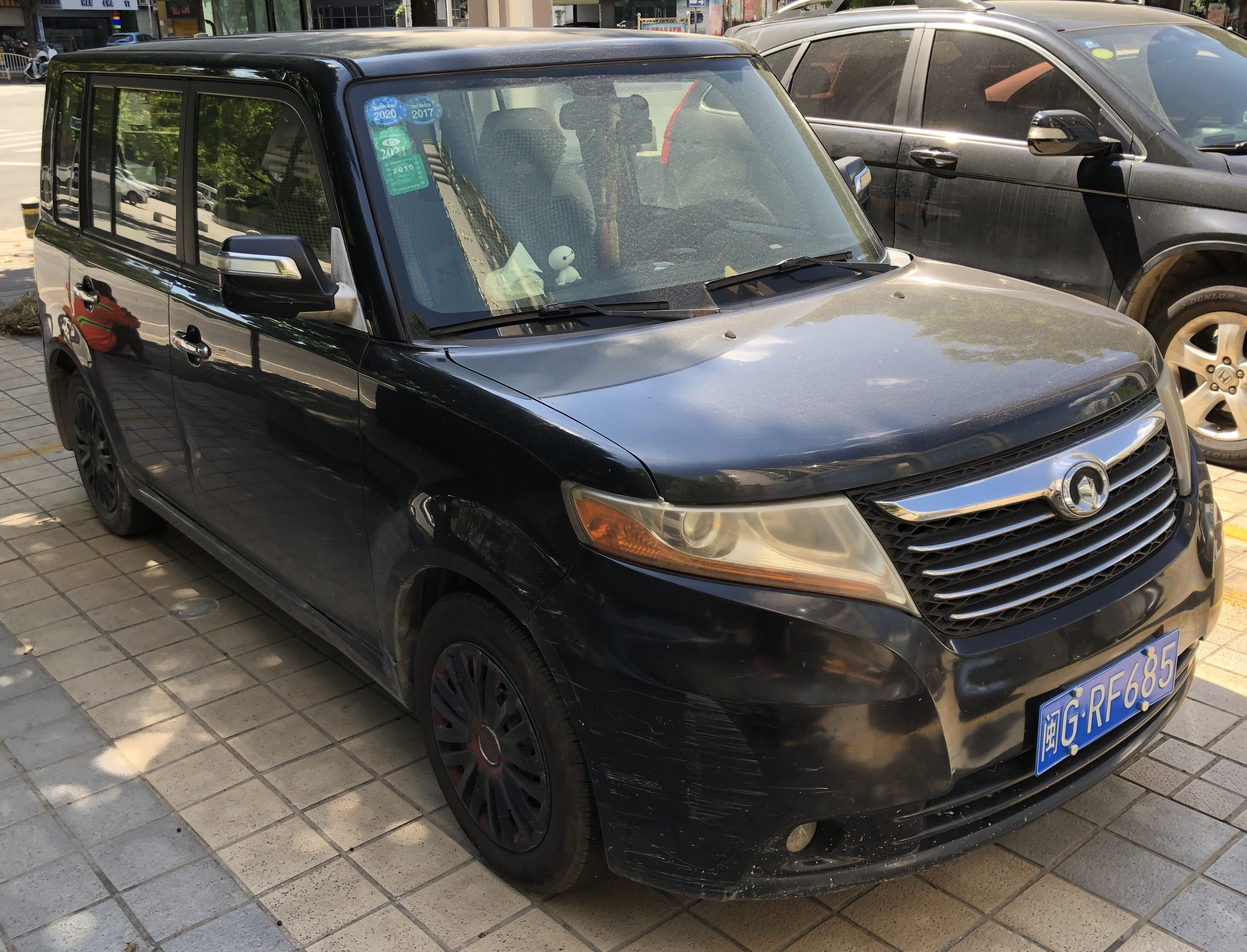
Great Wall Coolbear